# Цкемі
Цкемі (груз. წყემი) — село в Грузії.
За даними перепису населення 2014 року в селі проживає 575 осіб.